# Hermannia minutiflora
Hermannia minutiflora är en malvaväxtart som beskrevs av Adolf Engler. Hermannia minutiflora ingår i släktet Hermannia och familjen malvaväxter. Inga underarter finns listade i Catalogue of Life.